# Тамеґза
Тамеґза (араб. تمغزة) — місто та оаза у Тунісі. Входить до складу вілаєту Таузар. Знаходиться неподалік від кордону з Алжиром. Станом на 2004 рік тут проживало 2 169 осіб.